# Les Damps
Les Damps ist eine französische Gemeinde mit 1.335 Einwohnern (Stand: 1. Januar 2022) im Département Eure in der Region Normandie; sie gehört zum Arrondissement Les Andelys und zum Kanton Pont-de-l’Arche. Die Einwohner werden Dampsois genannt.

## Geographie
Les Damps liegt etwa 16 Kilometer südsüdöstlich von Rouen, wenige hundert Meter vor der Mündung der Eure in die Seine. Umgeben wird Les Damps von den Nachbargemeinden Alizay im Norden, Le Manoir im Nordosten, Léry im Süden und Osten sowie Pont-de-l’Arche im Westen.

## Bevölkerungsentwicklung
| Jahr                       | 1962 | 1968 | 1975 | 1982 | 1990 | 1999 | 2006 | 2018 |
| Einwohner                  | 698  | 806  | 894  | 870  | 943  | 952  | 1161 | 1380 |
| Quellen: Cassini und INSEE |      |      |      |      |      |      |      |      |

## Sehenswürdigkeiten
- Kapelle, Mitte des 19. Jahrhunderts erbaut

## Persönlichkeiten
- Octave Mirbeau (1848–1917), Schriftsteller (lebte vier Jahre lang in Les Damps)